# Alumbres (Hidalgo)
Alumbres es una localidad de México, localizada en el municipio de Metztitlán en el estado de Hidalgo.

## Geografía
Se encuentra en la región geográfica de la Sierra Alta; a la localidad le corresponden las coordenadas geográficas 20° 40’ 06.980” de latitud norte y 98° 41’ 24.128” de longitud oeste, con una altitud de 2101 m s. n. m. Cuenta con un clima templado subhúmedo con lluvias en verano, de mayor humedad.
En cuanto a fisiografía se encuentra en la provincia de la Sierra Madre Oriental, dentro de la subprovincia del Carso Huasteco; su terreno es de meseta. En lo que respecta a la hidrografía se encuentra posicionado en la región del Pánuco, dentro de la cuenca el río Moctezuma, y en la subcuenca del río Metztitlán.

## Demografía
En 2020 registró una población de 576 personas, lo que corresponde al 2.75 % de la población municipal. De los cuales 285 son hombres y 291 son mujeres.
| Gráfica de evolución demográfica de Alumbres entre 1900 y 2020 |
|                                                                |
| Población registrada por los censos y conteos del INEGI.       |